# توماس كاستيلا
توماس كاستيلا (30 يونيو 1993 بفريبورغ في سويسرا - ) هو لاعب كرة قدم سويسري في مركز حراسة المرمى. لعب مع نادي لوزان.

## وصلات خارجية
- توماس كاستيلا على موقع قاعدة بيانات كرة القدم.إي يو (الإنجليزية)
- توماس كاستيلا على موقع Soccerway.com (الإنجليزية)
- توماس كاستيلا على موقع عالم كرة القدم.نت (الإنجليزية)